# 莎拉·斯泰耶尔
莎拉·斯泰耶尔（法語：Sarah Steyaert，1986年11月27日—），法国女子帆船运动员，2008年世界锦标赛女子激光雷迪尔级金牌得主、2024年夏季奥林匹克运动会女子49人FX级铜牌得主。